# Pleitos colombinos

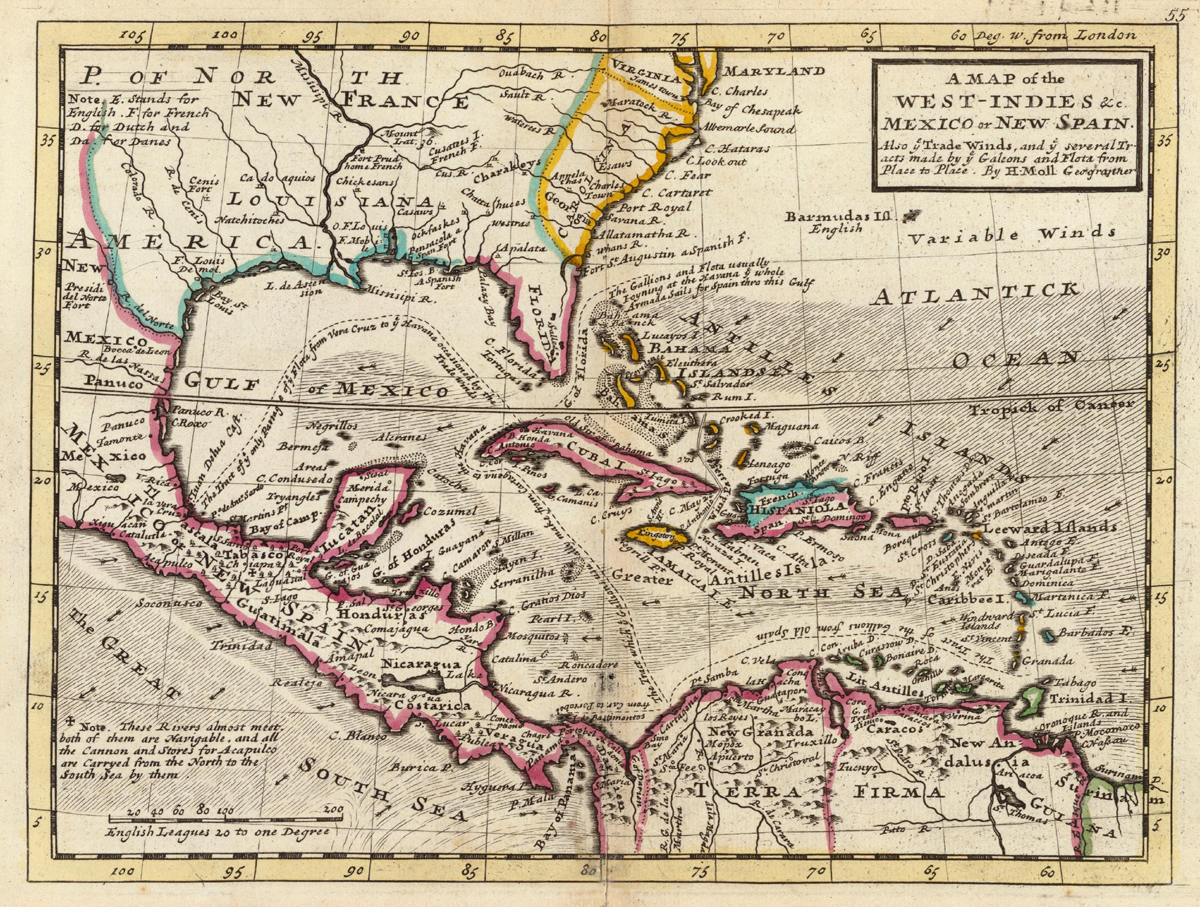
Come stabilito dalle Capitolazioni di Santa Fe, i territori scoperti da Colombo rientravano sotto il controllo del vicereame colombiano.

I Pleitos colombinos (in italiano Cause legali colombiane) furono una lunga serie di cause legali che gli eredi di Cristoforo Colombo intentarono contro la Corona di Castiglia e León per difendere i privilegi ottenuti dall'ammiraglio genovese per le sue scoperte nel Nuovo Mondo. La maggior parte delle cause si svolse tra il 1508 e il 1536.

## Antefatti
Le Capitolazioni di Santa Fe, stipulate tra Cristoforo Colombo e i sovrani cattolici, la regina Isabella I di Castiglia e il re Ferdinando II d'Aragona, firmate a Santa Fe, Granada, il 17 aprile 1492, concedevano a Colombo, tra le altre cose, il titolo di Ammiraglio del Mar Oceano e Vicerè delle Indie di tutte le terre da lui scoperte e la decima parte di tutte le ricchezze ottenute dal viaggio.
Durante il terzo viaggio di Colombo, egli incontrò ostilità da parte di altri coloni spagnoli sull'isola di Hispaniola, i quali si sentirono ingannati dalle promesse di ricchezza fatte da Colombo. In diverse occasioni, Colombo cercò di allearsi con i ribelli Taíno e Caribi contro gli altri spagnoli. Altri coloni, dopo essere ritornati in Spagna, lo accusarono di cattiva amministrazione davanti alla corte reale.
Il re e la regina inviarono il funzionario reale Francisco de Bobadilla ad Hispaniola nel 1500, e al suo arrivo (il 23 agosto), Colombo e i suoi fratelli furono arrestati e mandati in catene in Spagna. Al suo arrivo in Spagna, Colombo riacquistò la libertà ma perse gran parte del suo prestigio e del suo potere.
Alla morte di Colombo nel 1506, il titolo di Ammiraglio delle Indie venne ereditato in linea dinastica dal suo figlio maggiore, Diego Colombo. Nel 1508, il re Ferdinando conferì a Diego Colombo anche la carica di Governatore delle Indie specificando
(Capitolazioni di Santa Fe)
 Diego Colombo sostenne invece che dalle Capitolazioni risultava essere un titolo ereditabile in modo perpetuo dalla famiglia Colombo e non a "desiderio del re", perciò iniziò una causa legale contro la Corona.

## Cause legali
Nel 1511 fu emessa la prima sentenza, a Siviglia. I giudici riconobbero per la linea d'accusa di Colombo, ovvero il diritto perpetuo della posizione di viceré delle Indie e il diritto a un decimo dei benefici ottenuti dalle Indie occidentali. La Corona ottenne, tra le altre cose, il diritto di nominare i giudici d'appello. Nessuna delle due parti fu soddisfatta e entrambe fecero appello.
Nel 1512, il processo fu combinato con un altro contenzioso in essere con la corona, riguardante il territorio di Darién e la definizione dell'estensione della giurisdizione degli eredi di Colombo in quell'area (Il nome Darién, ancora usato per indicare l'istmo di Darién di Panama, vicino alla Colombia, si riferiva allora a una regione molto più grande e indefinita che si estendeva oltre nell'America Centrale).
Nel 1520 ci fu una nuova sentenza, nota come "Dichiarazione di La Coruña" (oggi La Coruña).
Nel 1524, Diego Colombo fu deposto dalla sua posizione di governatore e perciò iniziò una nuova causa contro la Corona ma morì due anni dopo. La moglie proseguì la causa in nome del loro figlio, Luis Colón de Toledo, ancora minorenne. Il rappresentante principale della famiglia in quel momento, sebbene non fosse colui che rivendicava i diritti contestati, era il fratello di Diego, Fernando Colombo. Una sentenza emessa a Valladolid il 25 giugno 1527 dichiarò annullate le sentenze precedenti e ordinò un nuovo processo.
Il nuovo procuratore reale cercò di dimostrare che la scoperta delle Indie occidentali era stata principalmente conseguita grazie a Martín Alonso Pinzón, non a Colombo. Citò come testimoni i membri dell'equipaggio del primo viaggio in America ancora in vita. Furono emesse due sentenze: a Dueñas (1534) e a Madrid (1535), ma entrambe furono oggetto di appello.

## Arbitrato
Entrambe le parti alla fine si sottomisero all'arbitrato. Il 28 giugno 1536 il presidente del Consiglio delle Indie, il vescovo García de Loaysa, e il presidente del Consiglio di Castiglia, Gaspar de Montoya, emisero la seguente decisione arbitrale:
- Confermarono il titolo di Ammiraglio delle Indie in perpetuo alla linea di Colombo, con privilegi analoghi a quelli dell'Ammiraglio di Castiglia.
- Rimossero i titoli di Viceré e Governatore delle Indie.
- Stabilirono una signoria per gli eredi di Colombo composta principalmente dall'isola di Giamaica (con il titolo di Marchese di Giamaica) ed un territorio di 25 leghe quadrate a Veragua (con il titolo di Duca di Veragua).
- Confermarono il possesso delle terre degli eredi nell'isola di Hispaniola e la perpetuità dei titoli di Alguacil Mayor (Alto Sceriffo) di Santo Domingo e dell'Audiencia Reale (tribunale) dell'isola.
- Ordinarono un pagamento annuale di 10 000 ducati agli eredi di Colombo e di 500 000 maravedì per anno per ciascuna delle sorelle di Luis Colombo.

## Cause legali minori
Dopo l'arbitrato del 1536, le cause minori tra la famiglia Colombo e la Corona continuarono, ma non erano di importanza comparabile. Le cause si verificarono tra il 1537 e il 1541, tra il 1555 e il 1563, e sporadicamente fino alla fine del XVIII secolo.